# Danville (Vermont)
Danville – miasto w Stanach Zjednoczonych, w stanie Vermont, w hrabstwie Caledonia.